# Tomáš Sobek
Tomáš Sobek (6. května 1974 Krnov) je český právník a vysokoškolský učitel.

## Život
Středoškolské studium ukončil v roce 1992 složením maturitní zkoušky na pražském gymnáziu Nad Štolou. V roce 2000 úspěšně složil magisterské zkoušky na Právnické fakultě Masarykovy Univerzity v Brně. Diplomovou práci na téma „Logicko-sémantická analýza právního jazyka“ obhájil jako rigorózní a získal titul JUDr. Od roku 2001 studoval obor teoretické právní vědy na Právnické fakultě Západočeské univerzity v Plzni. Titul Ph.D. získal v roce 2008.
Pracuje v Ústavu státu a práva Akademie věd České republiky. Přednáší na Právnické fakultě Masarykovy Univerzity v Brně a na Právnické fakultě Univerzity Palackého v Olomouci. Je členem redakční rady časopisu Právník.

## Dílo (výběr)
- SOBEK, Tomáš. Nemorální právo. Ediční řada Ústavu státu a práva AV ČR. Praha: Akademie věd České republiky, Ústav státu a práva, 2010. ISBN 978-80-904024-7-8.
- SOBEK, Tomás̆. Právní mys̆lení: kritika moralismu. Praha: Aleš Čeněk, 2012. 620 s. ISBN 978-80-87439-03-6, ISBN 978-80-7380-311-7.
- MONTAG, Josef, SOBEK, Tomáš. Should Paris Hilton receive a lighter prison sentence because she's rich?: an experimental study. Prague: CERGE-EI, 2014. 34 s. Working paper series, 516.
- SOBEK, Tomáš. Právní rozum a morální cit. Hodnotové základy právního myšlení. Praha: Ústav státu a práva AV ČR, 2016
- SOBEK, Tomáš a kolektiv. Právní etika. Vydání první. Praha:: Leges, 2019. 462 stran.
- SOBEK, Tomáš; KOTÁSEK, Josef a HAPLA, Martin (ed.). Právní argumentace. V Praze: C.H. Beck, 2024. ISBN 978-80-7400-954-9.